# Mōteatea
Mōteatea ist in der Kultur der Māori in Neuseeland die Bezeichnung für einen traditionellen Gesang oder gesungene Poesie. Auch als gesungene Klagelieder kann Mōteatea verstanden werden.

## Beschreibung
Die Themen, die in den Liedern besungen werden, handeln von Trauer, Traurigkeit, Klagen, Kummer, Sorgen oder Depressionen. Auch komponierten traditionelle Komponisten Gesänge, um die Götter oder Geister der Stämme anzurufen. So konnten sich Götter und Vorfahren, nach dem Glauben der Māori durch Musik und durch die menschliche Stimme ausdrücken. Die Lieder geben einen Einblick in Stammesgeschichten und in die Kultur der Māori. Komponisten der Lieder waren zumeist Dichter der Stämme oder ihre Anführer.

## Aufzeichnungen
Der Politiker maorischer Abstammung, Āpirana Turupa Ngata, verfasste in den Jahren 2004 bis 2007 vier Bände unter dem Titel Ngā Mōteatea, in denen er einen Teil des Liedgutes zusammenfasste und plus Audio-Dateien auf CD veröffentlichte.